# Гришівка (Берестинський район)
Гри́шівка — село в Україні, у Берестинському районі Харківської області. Населення становить 513 осіб. Орган місцевого самоврядування — Дар-Надеждинська сільська рада.
Після ліквідації Сахновщинського району 19 липня 2020 року село увійшло до Красноградського (Берестинського) району.

## Географія
Село Гришівка знаходиться біля витоків річки Вошива, нижче за течією на відстані 2 км розташоване село Огіївка. На річці зроблено кілька загат. На відстані 1 км розташовані селище Сахновщина та село Івано-Слиньківка. Поруч проходить автомобільна дорога Р79.

## Історія
1920 — дата заснування.
Під час організованого радянською владою Голодомору 1932—1933 років померло щонайменше 7 жителів села.

## Економіка
- Молочно-товарна і птахо-товарна ферми.
- Приватне сільськогосподарське підприємство «НИВА-2».

## Об'єкти соціальної сфери
- Школа.

## Відомі люди
В селі народився Горбань Євген Юхимович — український скульптор, лауреат Шевченківської премії.